# Cremospermopsis parviflora
Cremospermopsis parviflora är en tvåhjärtbladig växtart som beskrevs av L.E. Skog och L.P. Kvist. Cremospermopsis parviflora ingår i släktet Cremospermopsis och familjen Gesneriaceae. Inga underarter finns listade i Catalogue of Life.